# Sutilizona theca
Sutilizona theca is een slakkensoort uit de familie van de Sutilizonidae. De wetenschappelijke naam van de soort is voor het eerst geldig gepubliceerd in 1989 door McLean.